# Bruce Warner
Pour les articles homonymes, voir Warner.
Bruce Warner, né le 5 juin 1970 à Bloemfontein, est un skieur alpin sud-africain. Il est le premier et, à ce jour, le seul athlète sud-africain à avoir participé aux Jeux paralympiques d'hiver, et l'un des deux seuls Africains à avoir pris part à ces Jeux, après le skieur ougandais Tofiri Kibuuka.

## Biographie
Électrotechnicien de profession, il commence une carrière sportive dans le hockey, avant de perdre la totalité de sa jambe gauche dans un accident de la route en 1988. Il s'intéresse au ski lors d'un voyage au Canada, et se lance dans le ski alpin. Il est le premier et l'unique représentant sud-africain lors des Jeux paralympiques d'hiver de 1998 à Nagano, et participe également aux Jeux de 2002, 2006 et 2010. Il n'y remporte pas de médaille, sa meilleure performance étant une 9e place en slalom aux Jeux de Salt Lake City en 2002. Il est le seul représentant de l'ensemble du continent africain à ces quatre éditions des Jeux paralympiques, avant de prendre sa retraite.

## Résultats aux Jeux paralympiques
Lors de chaque édition des Jeux, Warner prend part à toutes les épreuves de ski alpin dans sa catégorie (debout). Ses résultats sont les suivants :

### 1998
| Épreuve      | Temps   | Classement   |
| ------------ | ------- | ------------ |
| Descente     | 1:19.25 | 25e (sur 30) |
| Slalom géant | 3:08.90 | 19e (sur 37) |
| Slalom       | 2:21.57 | 20e (sur 38) |
| Super-G      | 1:25.61 | 21e (sur 34) |

### 2002
| Épreuve      | Temps   | Classement   |
| ------------ | ------- | ------------ |
| Descente     | 1:32.30 | 15e (sur 20) |
| Slalom géant | DNF     | -            |
| Slalom       | 1:40.29 | 9e (sur 27)  |
| Super-G      | 1:23.17 | 12e (sur 23) |

### 2006
| Épreuve      | Temps   | Classement   |
| ------------ | ------- | ------------ |
| Descente     | 1:31.18 | 36e (sur 49) |
| Slalom géant | 2:19.39 | 45e (sur 66) |
| Slalom       | 1:33.29 | 27e (sur 64) |
| Super-G      | 1:18.33 | 38e (sur 55) |

### 2010
| Épreuve       | Temps   | Classement   |
| ------------- | ------- | ------------ |
| Descente      | 1:34.82 | 25e (sur 28) |
| Slalom géant  | 2:52.09 | 31e (sur 50) |
| Slalom        | 2:06.25 | 32e (sur 50) |
| Super-G       | 1:38.52 | 32e (sur 40) |
| Super combiné | 2:34.30 | 18e (sur 21) |